# Lunik (musique)
 (mars 2016).
Si vous disposez d'ouvrages ou d'articles de référence ou si vous connaissez des sites web de qualité traitant du thème abordé ici, merci de compléter l'article en donnant les références utiles à sa vérifiabilité et en les liant à la section « Notes et références ».
Pour les articles homonymes, voir Lunik.
Lunik est un groupe de musique suisse, comprenant cinq membres actif de 1997 à 2013. Une tournée est prévue pour le premier trimestre 2026.

## Biographie
Lunik a été fondé en 1997 par Adi Amstutz, Luk Zimmermann, Mats Marti, Walo Müller et Anton Höglhammer. La chanteuse Jaël Krebs rejoignit le groupe en 1998, juste avant le départ de Anton Höglhammer. Leur premier album, Rumour, sorti en 1999, est dans une ambiance plutôt trip hop. Après la tournée qui accompagna cet album, le bassiste Walo Müller quitte le groupe. Le deuxième album, Ahead, sorti en 2001, s'inscrit dans un registre plus pop. C'est Oli Müller qui rempladce Walo en tant que bassiste durant la tournée. Adi Amstutz quitte ensuite le groupe.
Le troisième album, Weather, sorti en 2003, connut un grand succès en Suisse. Le son électro des précédents albums fut remplacé par une approche plus acoustique. Cédric Saurer (clavier) et Jacob Suske (basse) ont rejoint le groupe pour la tournée acoustique de l'album, tournée au cours de laquelle a été enregistré l'album live Life is on our side, sorti en 2004. Alors que Cédric et Jacob rejoignent officiellement le groupe en 2005, Mats le quitte. Début 2006, Chrigel Bosshard rejoint le groupe en tant que batteur.
Le 27 juillet 2013, le groupe annonce sa séparation avant la fin de l'année 2013. N'ayant plus la motivation de jouer ensemble et estimant avoir fait le tour de la question en plus de 15 ans de carrière, ils promettent de publier un dernier album intitulé "Encore" avant la fin de l'été,.

## Membres du groupe

### Membres de la formation
- Jaël Krebs: chant et guitare rythmique
- Luk Zimmermann : guitare solo
- Chrigel Bosshard : batterie
- Cédric Saurer : clavier
- Jacob Suske : basse

### Anciens membres
- Adi Amstutz : guitare, clavier
- Mats Marti : batterie
- Walo Müller : basse
- Anton Höglhammer

## Discographie

### Singles
- 1999 : Other Side
- 1999 : Rumour
- 2001 : Static
- 2002 : Waiting
- 2003 : The Most Beautiful Song
- 2003 : Through Your Eyes
- 2003 : Go On
- 2004 : Summer’s Gone
- 2006 : Little Bit
- 2007 : Preparing to Leave
- 2007 : Life Is All Around You
- 2008 : Do You Love Me
- 2009 : Everybody Knows
- 2010 : People Hurt People
- 2010 : How Could I Tell You
- 2010 : Diary
- 2012 : Me-Time
- 2012 : Little Fly In a Spiderweb
- 2013 : Feet In the Sun
- 2013 : Catastrophes